# Dryocopus schulzi
Dryocopus schulzi là một loài chim trong họ Picidae.